# الحوت الجنوبي (كوكبة)
برج الحوت الجنوبي (بالإنجليزية: The Southern Fish)‏؛ وتدعى باللاتينية: Piscis Austrinus.
هي من كوكبات النصف الجنوبي للكرة الأرضية. ويتوضّح رؤيته بدءً من شهر تموز/يوليو وحتى شهر أيلول/سبتمبر.
من نجوم كوكبة الحوت الجنوبي: نجم فم الحوت أو الضفدع الأول (ألفا الحوت الجنوبي حسب تسمية باير).